# Liste der brasilianischen Botschafter in Guatemala
Der brasilianische Botschafter residiert an 2ª Avenida 20-13, Zona 10 in Guatemala-Stadt.
| Ernannt / Akkreditiert | Name                                                     | Bemerkungen                                               | ernannt von               | akkreditiert bei                   | Posten verlassen |
| ---------------------- | -------------------------------------------------------- | --------------------------------------------------------- | ------------------------- | ---------------------------------- | ---------------- |
| 5. Mai 1938            | João Severiano da Fonseca Hermes Júnior                  | außerordentlicher Gesandter und Ministre plénipotentiaire | Getúlio Dornelles Vargas  | José María Reina Andrade           | 12. Okt. 1938    |
| 1938                   | Afonso Barbosa de Almeida Portugal                       | Geschäftsträger                                           | Getúlio Dornelles Vargas  | José María Reina Andrade           | 1939             |
| 26. März 1939          | Manuel César de Góes Monteiro                            | außerordentlicher Gesandter und Ministre plénipotentiaire | Getúlio Dornelles Vargas  | José María Reina Andrade           | 8. Mai 1945      |
| 1945                   | Antônion Roberto de Arruda Botelho                       | Geschäftsträger                                           | José Linhares             | Juan José Arévalo                  | 1946             |
| 2. Jan. 1946           | Carlos da Silveira Martina Ramos                         | außerordentlicher Gesandter und Ministre plénipotentiaire | Eurico Gaspar Dutra       | Juan José Arévalo                  | 25. März 1953    |
| 1953                   | Mário Loureiro Dias Costa                                | Geschäftsträger                                           | Getúlio Dornelles Vargas  | Jacobo Arbenz Guzmán               | 1954             |
| 1953                   | Raul Bopp                                                | Geschäftsträger                                           | Getúlio Dornelles Vargas  | Jacobo Arbenz Guzmán               | 1954             |
| 1954                   | Octavio Lafayette de Souza Bandeira                      | Geschäftsträger                                           | João Café Filho           | Carlos Castillo Armas              |                  |
| 25. Juli 1954          | Francisco d’Alamo Lousada                                |                                                           | João Café Filho           | Carlos Castillo Armas              | 11. Feb. 1958    |
| 1958                   | Jorge Alberto Nogueira Ribeiro                           | Geschäftsträger                                           | Juscelino Kubitschek      | José Miguel Ramón Ydigoras Fuentes |                  |
| 3. Apr. 1958           | João Luiz Guimarães Gomes                                |                                                           | Juscelino Kubitschek      | José Miguel Ramón Ydigoras Fuentes | 10. Sep. 1959    |
| 1959                   | Jorge Alberto Nogueira Ribeiro                           | Geschäftsträger                                           | Juscelino Kubitschek      | José Miguel Ramón Ydigoras Fuentes | 1960             |
| 26. März 1960          | Martim Francisco Lafayette de Andrada                    |                                                           | Juscelino Kubitschek      | José Miguel Ramón Ydigoras Fuentes | 4. Aug. 1963     |
| 1963                   | Marco Aurélio dos Santos Chaudon                         | Geschäftsträger                                           | Jânio Quadros             | Alfredo Enrique Peralta Azurdia    |                  |
| 23. Dez. 1963          | David Monteiro de Barros Lins                            |                                                           | Jânio Quadros             | Alfredo Enrique Peralta Azurdia    | 15. Apr. 1966    |
| 1966                   | Jacques Claude François Michel Fernandes Vieira Guilbaud | Geschäftsträger                                           | Humberto Castelo Branco   | Julio César Méndez Montenegro      |                  |
| 1966                   | Carlos Alberto Pereira Pinto                             | Geschäftsträger                                           | Humberto Castelo Branco   | Julio César Méndez Montenegro      | 1967             |
| 24. Feb. 1967          | Miguel Paulo José da Silva Paranhos do Rio Branco        |                                                           | Artur da Costa e Silva    | Julio César Méndez Montenegro      | 4. Apr. 1970     |
| 1970                   | Caio Mário Caffé Nascimento                              | Geschäftsträger                                           | Aurélio de Lira Tavares   | Carlos Arana Osorio                |                  |
| 1970                   | Itajube de Almeide Rodrigues                             | Geschäftsträger                                           | Aurélio de Lira Tavares   | Carlos Arana Osorio                |                  |
| 1970                   | Guilherme Weinschenk                                     | Geschäftsträger                                           | Aurélio de Lira Tavares   | Carlos Arana Osorio                | 1971             |
| 10. Apr. 1971          | Mário Viera de Mello                                     | (* 26. Mai 1912; † 30. März 2006)                         | Aurélio de Lira Tavares   | Carlos Arana Osorio                | 20. Apr. 1973    |
| 1. Jan. 1975           | Fernando Ronald de Carvalho                              |                                                           | Ernesto Geisel            | Kjell Eugenio Laugerud García      | 14. Mai 1975     |
| 15. Mai 1975           | Sizlnlo Pontes Nogueira                                  | Geschäftsträger                                           | Ernesto Geisel            | Kjell Eugenio Laugerud García      | 31. Juli 1975    |
| 1. Aug. 1975           | Fernando Ronald de Carvalho                              |                                                           | Ernesto Geisel            | Kjell Eugenio Laugerud García      | 31. Dez. 1975    |
| 26. Okt. 1988          | Mauro Mendes de Azeredo                                  |                                                           | José Sarney               | Marco Vinicio Cerezo Arévalo       |                  |
| 27. Mai 2003           | Renan Leite Paes Barreto                                 |                                                           | Luiz Inácio Lula da Silva | Alfonso Antonio Portillo Cabrera   |                  |
| 5. Dez. 2007           | Luiz Antonio Fachini Gomes                               |                                                           | Luiz Inácio Lula da Silva | Óscar Berger Perdomo               |                  |
| 29. Sep. 2010          | José Roberto de Almeida Pinto                            |                                                           | Luiz Inácio Lula da Silva | Álvaro Colom Caballeros            |                  |